# 아르헨티나오시쿠도
아르헨티나오시쿠도(Oxymycterus akodontius)는 비단털쥐과에 속하는 남아메리카 설치류이다. 아르헨티나 북부 융가스 지역(안데스산맥 동부 산악 숲) 서식지에서 발견된다. 정확한 개체수는 알려져 있지 않고, 겨우 3점의 표본만이 수집되어 있다. 삼림 벌채와 과도한 방목 때문에 위협을 받는 것으로 추정되지만 정확한 원인은 알려져 있지 않다. 일부 학자들은 파라모오시쿠도와 같은 종으로 간주하기도 하지만, 다른 일부는 별도의 종으로 간주한다.